# Percy Ireland Lathy
Percy Ireland Lathy est un entomologiste britannique, spécialiste des lépidoptères, né à Tillington dans le Sussex en 1874.

## Parcours
Percy Ireland Lathy a vécu à Paris puis à New York après 1928.
Il a été membre de la Société entomologique de France et de l'Entomological Society of America.

## Publications
- 1901 : « An account of a collection of Rhopalocera made at Zomba in British Central Africa ». Transactions of the Entomological Society of London, vol. 1901, p. 19-36.
- 1903 : « An account of a collection of Rhopalocera made on the Anambara Creek in Nigeria, West Africa ». Transactions of the Entomological Society of London, vol. 1903, p. 183-206.
- 1904 : « A Contribution Towards the Knowledge of the Lepidoptera-Rhopalocera of Dominica, B.W.I. ». Proceedings of the Zoological Society of London, vol. 1, n. 30, p. 450–453, .
- 1922 : « An account of the Castniinae in the collection of Madame Gaston Fournier (Lepidoptera) ». Annals and Magazine of Natural History, sér. 9, vol. 9, n. 49, p. 68-86.
- 1926 : « Notes on the American Theclinae (Lepidoptera) ». Annals and Magazine of Natural History, vol. 17, p. 35–47.
- 1932 : « The genus Lamprospilus (Lepidoptera) ». Annals and Magazine of Natural History, vol. 9, p. 180–182.

## Espèces décrites
Liste non-exhaustive :
- Calospila satyroides (Lathy, 1932)
- Catasticta huebneri (Lathy & Rosenberg, 1912)
- Euselasia amblypodia Lathy, 1926
- Euselasia bilineata Lathy, 1926
- Euselasia brevicauda Lathy, 1926
- Euselasia cuprea Lathy, 1926
- Euselasia fournierae Lathy, 1924
- Euselasia rubrocilia Lathy, 1926
- Euselasia seitzi Lathy, 1926
- Euselasia subargentea (Lathy, 1904)
- Euselasia violacea Lathy, 1924
- Mesosemia decolorata Lathy, 1932
- Mesosemia inconspicua Lathy, 1932
- Pirascca interrupta (Lathy, 1932)
- Pirascca sticheli (Lathy, 1932)
- Synargis fenestrella (Lathy, 1932)
- Xynias lilacina Lathy, 1932